# Odborný léčebný ústav Paseka
Odborný léčebný ústav Paseka, p.o. (OLU Paseka) poskytuje následnou lůžkovou zdravotní péči, rehabilitace, dlouhodobou lůžkovou zdravotní péči na ošetřovatelských lůžkách na pracovišti v Pasece (okres Olomouc) a sociální hospitalizaci na pracovišti v Moravském Berouně. Dále poskytuje ambulantní zdravotní péči v oborech diabetologie, geriatrie, chirurgie, neurologie, psychiatrie, pneumologie a ftizeologie, radiologie a zobrazovací metody skiagrafii, rehabilitační a fyzikální medicínu, všeobecné praktické lékařství, vnitřní lékařství a fyzioterapii. Komplementární služby zajišťuje laboratoř v OLÚ Paseka a PK Uničov. Laboratoře biochemickou a hematologickou.
Veškeré snažení si klade za cíl zkvalitnit péči o pacienty, zajišťovat diagnostiku a léčbu v souladu se současnými poznatky medicíny a možnostmi ústavu. K tomu je neustále zdokonalováno přístrojové vybavení, zabezpečováno hospodářské zázemí a v neposlední řadě zabezpečování kvality a kvalifikovanosti zdravotnického personálu.
Odborný léčebný ústav Paseka, p.o. je jedním z největších léčebných ústavů v České republice.

## Historie

### Paseka
Dne 11. července 1899 byly v Praze schváleny stanovy a název nové dobročinné organizace: „Spolek ke zřizování a vydržování léčeben pro nemoce plicní v království Českém, markrabství Moravském a vévodství Slezském“, který byl úředně schválen 14. září 1899. V roce 1903 byla schválena změna názvu na Český pomocný zemský spolek pro nemocné plicními chorobami v království českém. Podnětem ke zřízení pasecké léčebny byla vysoká úmrtnost na tuberkulosu plic a nedostatek protituberkulosních zařízení. První data o závažnosti tuberkulózy (TBC) odrážela počet zemřelých na toto onemocnění na 100 000 obyvatel. Data ze Skotska z roku 1871 hovoří o 261 zemřelých na 100 000 obyvatel, a v roce 1921 84 zemřelých na 100 000 obyvatel. U nás v roce 1890 umíralo 400, v roce 1914 300, za první světové války 359 a v roce 1937 124 nemocných na 100 000 obyvatel. Za druhé světové války byl mírný vzestup na 154, v roce 1947 klesl počet úmrtí na TBC pod 100 a v roce 1963 byl 17,9 na 100 000 obyvatel. S poklesem nemocnosti tuberkulózou u nás klesá i úmrtnost na TBC, v posledních 5 letech dokonce výrazně rychlejším tempem. V roce 2008 bylo do Registru tuberkulózy nahlášeno 57 úmrtí na TBC (mortalita 0,5 na 100 000 obyvatel), v roce 2012 „jen“ 22 úmrtí (mortalita 0,2 na 100 000 obyvatel). Mnohem více nemocných s TBC však umírá na jiná onemocnění, která s jejich TBC nemusí souviset.
Vznik OLÚ Paseka odstartoval císařský výnos z roku 1902, na základě něhož došlo k posouzení nejvýhodnějších klimatických podmínek pro výstavbu plicní léčebny. Toto rozhodnutí bylo vyvoláno rozvojem protituberkulosních opatření na celém světě. První ústavní formou boje s tuberkulosou byl v roce 1840 v Anglii Royal tor censumption, v němž byla jak složka dispenzární, tak léčebná i rehabilitační. Začátek 20. století byla doba vzniku prakticky všech léčebných ústavů (1889 ústav pro skrofulózní děti a 1901 dětská léčebna v Luži u Košumberka, 1905 Albertinum v Žamberku, 1908 Bukov, 1909 Cvikov, 1912 Nový Smokovec, 1915 OLÚ Paseka a 1916 OLÚ Jevíčko, 1916 Pleš, 1921 Květnice, 1922 Prosečnice, 1926 Tatranská kotlina, a Jablunkov, 1939 Babice, 1949 Janov, 1941 Vyšné Hágy, 1917 Žáry…) Při vzniku téměř všech léčebných ústavů se uplatňovaly vlivy vydržovatelů. Šlo o ústavy soukromé, pojišťovacích institucí, dobročinných spolků nebo o ústav vydržované veřejnosprávními celky, ke kterým patřila i Paseka, tzn. že přijímala nemocné podle majetkových poměrů za odstupňované ošetřovné, při úplné nemajetnosti byli nemocní léčeni zdarma na účet Zemského fondu.
Bývala země moravsko-slezská byla historickou pokračovatelkou markrabství moravského, zřízeného 1182 Fridrichem Barbarosou. Markrabství bylo údělným knížectvím, později vazalstvím českého krále a Přemyslovců, za husitských válek, za panství Habsburků, byla Morava zpravidla přidělována jako léno českému králi, který byl současně markrabětem moravským. Za Rakouska patřila Morava k zemím koruny české. Zemské zřízení vzniklo v 16. století a bylo veřejnosprávní korporací s agendou veřejné správy a i určitou omezenou zákonodárnou pravomocí. Mělo svůj sněm a výbor. Moravskoslezský sněm, zastupitelstvo a výbor byly řídícími orgány.
29. září 1908 se rozhodl moravský zemský sněm v Brně zřídit na Moravě dvě léčebny tuberkulosy, jednu pro muže v Pasece a druhou pro ženy v Jevíčku. Pět let hledal primář II. Interního oddělení zemské nemocnice v Brně Dr. G. Mager s příslušnými klimatology a geology vhodné místo pro léčebnu. Lokalita: místo je k jihu otevřené, ze severu, ze západu a částečně i východu chráněno masivy převážně jehličnatých lesů s nejvyšším místem 620 m n. m. a sám ústav je ve výši 364 m n. m. Vznikl tak vhodný mikroklimatický celek s průměrnou roční srážkovou činností 650 mm, vlhkostí 77 % a průměrným svitem 4,2 hod denně. Směr větrů je převážně severovýchodní. Geologický podklad tvoří hlíny a písky se snadno prostupným půdním základem.
V únoru 1914 začaly stavební práce, které měly být dokončeny do zimy téhož roku. Avšak v červenci 1914 vypukla první světová válka. Stavba byla přerušena jak v důsledku válečných událostí, tak z finančních důvodů. Protože po šestiměsíčním válčení bylo zřejmé, že válka hned neskončí, rozhodla se vláda postavit dřevěné baráky pro tuberkulosní vojíny. Toho využil Zemský výbor a zakročil u Vídeňské vlády a navrhl dostavbu léčebny. Vláda na návrh přistoupila, ale s podmínkou, že moravský výbor ponechá po dvě léta hlavní budovu i baráky pro tuberkulosní vojíny. A tak za význačné finanční pomoci soukromníků – Mořice Low-Beera a knížete Lichtensteina bylo v únoru 1915  rozhodnuto obnovit výstavbu a 16. října 1915 byl zahájen provoz. Novostavba měla 117 postelí a barák 20, celkem bylo k dispozici  137 lůžek pro tuberkulosní vojíny. V témže roce bylo započato s přístavbou tzv. Lichtensteinského pavilonu pro tuberkulosní děti a tato stavba byla v červnu 1916  dokončena. Do 28. října 1918 byly v léčebně ošetřovány jen osoby vojenské, po té do roku 1925 osoby vojenské i civilní, poté civilní.
V té době byla kapacita 182 lůžek. V období let 1926–1927 došlo k rozšíření lůžkové kapacity na 275 lůžek. K hlavním nedostatkům v té době patřily velké a mnohalůžkové pokoje, chybějící kulturně - společenské místnosti, poddimenzovaná hospodářská část, nedostatek obytných budov a sanitárních zařízení pro zaměstnance. Nedostatek pitné vody z gravitačního vodovodu byl odstraněn vybudováním výtlačného vodovodu a rozšíření se dočkala i čisticí stanice.
Odstraňování výše uvedených nedostatků bylo přerušeno v říjnu 1938 v důsledku okupace republiky. Lokalita ústavu dále od hranic umožnila před obsazením ústavu jeho evakuaci, kdy lehce nemocní byli propuštěni a šedesát nemocných, upoutaných na lůžko bylo evakuováno do Olomouce, převezeno bylo také lékařské vybavení, postele, pokladna s hotovostí a některé zásoby. Tato evakuace trvala 3 dny a tři noci, a po jejím ukončení a stažení vojenské posádky z Brna, která s evakuací pomáhala byl ústav  obsazen 8. října 1938 henleinovci. Náhradní ústav s třetinovou kapacitou byl zřízen v Olomouci. 15. listopadu 1938 byl schválen Zemským úřadem jako provizorium se samostatnou léčebnou i hospodářskou jednotkou: Zemská pasecká  léčebna, t.č. v Olomouci.
9. května 1945 byla osvobozena  Olomouc a 5. června 1945 byl znovu zahájen provoz v léčebně v Pasece. Ústav sám byl převzat nezničen, neboť i v době války byl ponechán svému účelu. V letech 1945–1948 (léta hospodářské obnovy) byl ústav spravován Moravskoslezským zemským národním výborem, lůžková kapacita zvýšena na 340 lůžek, oblast příjmu pacientů byla z celé země Moravskoslezské, čekací doba na přijetí byla čtvrt roku a mnozí pacienti se nástupu k léčbě nedočkali. Po dobu dvou let bylo léčeno vysoké procento politických vězňů a repatriantů. Ošetřovací doba byla 170 dní a v léčbě převládala léčba interním kolapsem, v té době již z velké části chirurgickým. Byly obnoveny předválečné plány na rekonstrukce a bylo naplánováno zlepšení léčebného i hospodářského zázemí – vybudovaly se místnosti pro denní pobyt, zmenšeny léčebné místnosti, zmenšování leháren a úprava sanitárních místností pacientů. Byl připraven plán pro vybudování kina a divadla, jídelen, hospodářského traktu a bytových jednotek. Rozšířen byl park i les (na 65 ha v roce 1947). Byly získána zemědělská usedlost, rozšířeno zahradnictví a začala se dláždit silnice (1946–1949). Do okrasného parku byly postaveny dvě symbolické sochy.
V období let 1948–1952 přešla léčebna pod správu Zdravotnického odboru KNV v Olomouci, počet lůžek zvýšen na 350 (maximum v historii léčebny). Průměrná ošetřovací doba dosáhla 200 dnů. V léčbě se již začalo ustupovat od interního kolapsu a ke konci i od kolapsu  chirurgického. První resekce plic byla provedena v roce 1948, plomba v roce 1950. V té době probíhaly pokusy s léčbou imobilizací. Bylo započato s antimikrobiální léčbou. Bakteriologický výsledek překročil 60 %. Rozšířila se mikrobiologická laboratoř a byla vybavena komorovým termostatem. Zřídila se tělocvična a hřiště pro řízenou léčebnou tělesnou výchovu. Pokračováno v úpravě místností pro denní pobyt, umýváren a koupelen. Dokončeno kino, jídelny, modernizována kuchyň. Byla dokončena silnice.
V letech 1953–1960 byl ústav spravován zdravotnickým odborem RKNV a v letech 1954–1957 byl ústav pod hlavní správou léčebných a lázeňských ústavů ministerstva zdravotnictví. V roce 1958 léčebna přešla do svazku ústavů KNV v Olomouci a dále v roce 1960 byla začleněna do zdravotnických ústavů ONV. Od roku 1961 byla léčebna ve svazku léčebných zařízení OÚNZ. V těchto letech docházelo k přestavbám a modernizaci ústavu, zmenšeny pokoje pacientů, zřízeny místnosti pro denní pobyt nemocných, jídelny, upraveny umývárny, koupelny atd. Stále léčebna fungovala pro celou Moravu a Slezsko, čekací doba se pohybovala kolem 100 dní, počet postelí byl zvýšen na 355, průměrná ošetřovací doba se pohybovala kolem 230 dní, v léčbě interním kolapsem jsme klesli pod 1 %, zatímco resekce dosáhly maxima 15,7 % v roce 1958. Dosažené bakteriologické výsledky byly 80%. Do roku 1960 byla již zavedena adekvátní léčba antituberkulotiky I. a II. řady. V roce 1960 bylo zřízeno léčebně výchovné oddělení pro asociální tuberkulosní nemocné. Po stránce hospodářské byl postaven lůžkový výtah, upravena byla místnost pro dílenskou rehabilitaci, zahájena byla stavba lékařských vyšetřoven.
V letech 1961–1965 byla léčebna ve svazku léčených zařízení OÚNZ. Čekací doba klesla na 14 dní a dokonce v květnu 1963 nebyli čekatelé, proto se přistoupilo na přijetí bez povolávacího řízení v rámci jednotného lůžkového fondu. Průměrná ošetřovací doba dosáhla 230 dnů, interní kolaps z léčby vymizel, chirurgický se udržel na 2 %, bakteriologické výsledky dosáhly 90 %. Stále docházelo k poklesu nemocných tuberkulosou – ze 74 % v roce 1945 pokleslo toto procento na 25 % v roce 1964. Bylo to z velké části způsobeno zavedením antituberkulotik do léčby – v roce 1948 Streptomycinem a PASem, zesílen Isonicidem v roce 1952 a tzv. II. řadou v roce 1961 a osvětovou a ambulantní péčí.
Až do roku 1964 sloužila léčebna téměř výhradně k hospitalizaci tuberkulosních pacientů. Postupným poklesem těchto nemocných a i proto, že slovenské kraje postupně stačily hospitalizovat své pacienty, se uvolňovala lůžková kapacita i pro nemocné s netuberkulosními chorobami dýchacích cest. V důsledku toho se měnil i charakter léčebny, byly nutné prostorové i personální změny. Nakoupilo se potřebné přístrojové vybavení. V roce 1971 byla zrušena bakteriologická laboratoř, vyšetřování BK se provádělo na OHES v Olomouci. Nejistota kolem lůžek pneumologických nedovolovala důsledněji řešit některé provozní a organizační problémy. Přesto byla zřízena komorová ultrazvuková inhalace, rozšířena aerosolová terapie, dán do provozu přetlakový respirátor, zakoupen nový EKG přístroj a provedena modernizace bronchoskopického instrumentaria. K řešení bytové situace zaměstnanců byla dokončena výstavba 33 bytových jednotek.
1. října 1973 došlo k reprofilizaci 86 lůžek TRN na lůžka LDN. K témuž datu bylo předáno 34 lůžkové oddělení alergologické klinice FN Olomouc, kde v té době probíhala přestavba tohoto oddělení. V roce 1974 byla v léčebně rovněž na přechodnou dobu umístěna Klinika TRN FN Olomouc o 40 lůžkách.  Tato přechodná doby byla ukončena 1. prosince 1979. V té době tedy fungovala v ústavu celkem 4 zařízení: OÚNZ léčebna TRN se 145 lůžky, léčebna dlouhodobě nemocných s 86 lůžky, ze zařízení FN Olomouc klinika TRN se 40 lůžky a klinika alergologie se 34 lůžky.
Co se týče kliniky alergologie v Pasece, tak žák profesora K. Amerlinga a profesora J. Kubelíka, Doc. MUDr. Horymír Malota, CSc., založil již v roce 1952 ve Fakultní nemocnici v Olomouci (FN Olomouc) pod hlavičkou II. interní kliniky alergologickou ambulanci .
Tím se začala psát významná historie rozvoje léčby alergických a imunologických nemocí.
Docent Malota tak stál u zrodu nového oboru a rozvoje individuálních léčebných postupů, které vznikaly téměř „na koleně „ve spolupráci s lékárnou (resp. s magistrem Hobzou či magistrou Klimešovou). V ambulanci přibývalo pacientů. Brzy nastala potřeba vybudovat lůžkové zázemí olomoucké ambulanci. Nebylo to snadné, ale bylo dosaženo cíle. Po dobu výstavby Oddělení alergologie a klinické imunologie  přímo v areálu FN Olomouc, tedy 10 let, až do roku 1982, zrekonstruované 4. patro se 30 lůžky  v Pasece sloužilo  pacientům a bylo plně vytíženo. Nové prostory, krásné okolí a hlavně výjimečné klima pro pacienty s astmatem i výborný pracovní kolektiv sester a lékařů se stal brzy pojmem.
V roce 1974 byly na oddělení VI. zřízeny také 2 pokoje zvýšené respirologické péče, které nebyla dlouho v provozu pro nedostatek prostředků na nákup přístrojové techniky a pro nedostatek personálu. Byly zřízeny centrální šatny pacientů na jednotlivých odděleních. V roce 1975 v důsledku dalšího úbytku plicních pacientů poklesl počet lůžek léčebny TRN na 125 a počet lůžek léčebny dlouhodobě nemocných stoupl na 106 od 1. července 1975. Probíhaly další rekonstrukce lůžkových oddělení, na jednotlivé pokoje byly vybudovány rozvody vody, stávající laboratoř byla přestěhována do prvního poschodí a v místnostech bývalé laboratoře bylo vybudováno rehabilitační oddělení. Zahájily se práce na rekonstrukci dřevěných leháren.
V letech 1976–1978 probíhaly další úpravy jednotlivých oddělení, byla zřizována sociální zařízení pro zaměstnance, dokončeny opravy leháren, zakoupeny přístroje pro provozování oční ambulance a analogový počítač pro vyšetření mechaniky dýchání, zařízena místnost zubního lékaře a sociální pracovnici. Vybudoval se lůžkový výtah a došlo k rekonstrukci části pacientské jídelny na kanceláře THP. Jako podpora získání nových pracovníků pokračovala výstavba bytů a rekonstrukce stávajících bytů v hospodářské budově. V květnu 1978 byla uvedena do provozu místnost pro zemřelé. Provoz si vyžádal i rekonstrukci RTG pracoviště. K rozvoji rehabilitace byl ústav vybaven další přístrojovou technikou – čtyřkomorovou lázní, hydrogalvanem. Zrekonstruovala se laboratoř pro vyšetřování plicních funkcí. Pro snadnější  dostupnost laboratoře pro dušné pacienty byl vybudován koridor za tehdejším IV. oddělením.
Rok 1979 byl ve znamení ukončení adaptace RTG oddělení, zahájení provozu oční ambulance, od 1. června byla uvedena do provozu spirometrická ambulance a dovybavena biochemická laboratoř. Na podzim tohoto roku došlo v okrese Olomouc k epidemii infekční hepatitidy, proto bylo dne 21. září zřízeno v Pasece infekční oddělení pro 47 pacientů, které bylo v provozu do 10. února 1980. Probíhaly práce na výměníkové stanici, úpravy kotelny a stravovacího provozu. Ke dni 14. prosince 1980 bylo reprofilizováno dalších 35 lůžek TRN na lůžka LDN. Léčebna dlouhodobě nemocných měla 141 lůžek. Charakter nemocných kladl značné nároky na ošetřovatelskou péči, bylo nutné zvýšit počet zdravotnického personálu, provádět prostorové úpravy. V budově byla realizována konstrukce rozvodu kyslíku, pro laboratoř zakoupeny další přístroje. V roce 1981 byla v ústavu v provozu ještě 3 zařízení – léčebna TRN se 125 lůžky, léčebna dlouhodobě nemocných (LDN) se 141 lůžky a alergologická klinika se 34 lůžky. Do provozu byly uvedeny 3 ultrazvukové inhalátory USI 50 a přístroj ke sledování CO2 ve vydechovaném vzduchu, další přístroje pro laboratoř. Pokračovalo se ve výstavbě budovy skladů a dílen v tzv. „akci Z“.
Další snížení lůžek TRN proběhlo v roce 1983 vytvořením oddělení LDN s rehabilitačním zaměřením (34 lůžek). Ústav byl v průběhu asi 2 let dovybaven příslušnou přístrojovou technikou (elektrický trakční stůl, vibrační válec, interdyn, diadynamik, extenční lůžko a další zařízení). Na úseku technicko-hospodářsko-provozního (THP) byla zajišťována investiční akce „Plynovodní vysokotlaká přípojka“, výstavba kotelny pro 33 bytových jednotek, prováděna druhá etapa výstavby skladů a dílen.
Z investičních akcí 80. let byla nejdůležitější plynofikace léčebny, která začala v roce 1984. V první etapě byl vybudován vysokotlaký plynovod s regulační stanicí plynu do léčebny, vystavěna regulační stanice a zahájena výstavba plynové kotelny pro hlavní areál léčebny, která byla dokončena v roce 1990–1991 včetně rekonstrukce výměníkové stanice. Byla zrušena stará kotelna v suterénu hospodářského traktu.
V roce 1986 bylo dostavěno dalších 34 bytových jednotek pro zaměstnance OLÚ. Takže v roce 1990 ústav disponoval 109 byty a 21 ubytovnami, a to až do roku 1991, kdy na základě zákona o majetku obcí byly všechny byty včetně nové plynové kotelny předány obci Paseka. Mezitím v roce 1988 byly provedena výstava a montáž digitální telefonní ústředny. Se zhoršující se kvalitou pitné vody z původního zdroje v obci Paseka vyvstala potřeba vybudování nového vodního zdroje pro OLÚ. Po četných obtížích způsobených geologickými podmínkami byl na jaře roku 1993 zkolaudován nový vodní zdroj současně s vodojemem, který je svým objemem schopen pokrýt potřebu OLÚ na tři dny. Kvalita vody je velmi dobrá.
1. ledna 1992 v rámci transformace zdravotnictví došlo k rozvolnění OÚNZ Olomouc a OLÚ Paseka se stal samostatným právním subjektem, jehož zřizovatelem byl Okresní úřad Olomouc. Provoz plicní léčebny je od roku 1992 a LDN od roku 1998 financován zdravotními pojišťovnami s příspěvkem zřizovatele. V roce 1993 byly uvedeny do provozu 3 ambulance a to od 1. ledna plicní a rehabilitační, od 1. března chirurgická ambulance. Zřízení ambulantního provozu si vynutilo zejména složení pacientů, z nichž zejména na odděleních dlouhodobě nemocných byli pacienti obtížně mobilní nebo imobilní a jejich transport za konsilii byl pro ně zatěžující. Z tohoto důvodu došlo k zajištění i dalších konsiliárních služeb v areálu OLÚ – oční, ORL, neurologické, psychiatrické, stomatologické a rentgenologické. Od roku 1993 OLÚ Paseka také zajišťoval rehabilitační ambulanci a rehabilitační ambulantní provoz na zdravotnickém středisku UNEX a.s. Uničov a dále laboratorní vyšetření pro lékaře polikliniky Uničov. V květnu 1993 byla dokončena rekonstrukce laboratoře v OLÚ a ambulantních prostor včetně bronchoskopického pracoviště, které bylo vybaveno novou technikou.

### Novodobá historie léčebny
Od poslední dekády 20. století prochází budovy léčebny kompletní systematickou rekonstrukcí, která je spojená se změnou skladby pacientů, navyšováním kapacity lůžek a zvyšujícím se komfortem pro pacienty i zdravotnický personál:
- 1994-1995 - 1. etapa rekonstrukce rehabilitace
- 1995-2000 - rekonstrukce stravovacího provozu a prádelny, výměny oken, vybudování počítačové sítě
- 2000-2002 - rekonstrukce odd. VIII. včetně spojovacího koridoru a nové přijímací kanceláře pro pacienty
- 2000-2007 - celková rekonstrukce parku, stavba vrátnice, postupné rekonstrukce pokojů pacientů s budováním sociálních zázemí na pokojích
- 2005-2010 - rekonstrukce kotelny a výměníkové stanice, rekonstrukce plynové kotelny, výměny povrchů nejen vnitřních chodeb a pokojů, ale také venkovních, chodníky, nádvoří cesty, komplexní oprava oplocení, instalace kamerového systému. Nejvýznamnějšími akcemi tohoto období byly rekonstrukce budovy B, výstavba centrální jídelny pro pacienty a výstavba cyklostezky
- 2011-2012 – výstavba fotovoltaické elektrárny a solárního systému pro ohřev vody
- 2015 – dochází ke sloučení organizací OLÚ Paseka a OLÚNG Moravský Beroun

Rada Olomouckého kraje dne 24. července 2014 svým usnesením souhlasila se záměrem sloučení svých příspěvkových organizací dle §27 zákona o rozpočtových pravidel územních rozpočtů č. 250/2000 Sb. Toto usnesení bylo schváleno ZOK dne 19.9.2014 - UZ/12/42/2014.

### Moravský Beroun
V období let 1866 –1867 byla nákladem 6 500 zlatých postavena jednopatrová budova v dnešním areálu ústavu, která se nalézala těsně při silnici na Olomouc. Iniciátorem výstavby nemocnice byl Moritz Hansel, dlouholetý starosta Moravského Berouna a významný podnikatel. Provoz v ní byl zahájen v roce 24. září 1867. Nedochoval se údaj o přesném počtu lůžek, pravděpodobně však nedosahoval počet 20.
V letech 1885 a 1886 pokračovalo rozšiřování nemocnice postavením další budovy. Kapacita byla 26 lůžek. Vedoucím lékařem byl zdejší ranhojič Josef Mader o němž víme, že svůj ranhojičský diplom získal v Olomouci v roce 1859 a o 10 let později mu bylo propůjčeno místo městského lékaře. Sekundářem byl jistý Johan Wrtalek, dle jména snad českého původu. O nemocné se staraly 3 řádové sestry. V nemocnici existovaly tzv. třídy za osobu a den se platilo ve druhé třídě 1 zlatý 60 krejcarů a ve třetí třídě 95 krejcarů. Od počátku šlo o tzv. monoprimariát, kdy 1 primář a sekundární lékař zajišťovali veškerou péči v nemocnici, na území města a přilehlého okolí. Brzy se ukázalo jako potřebné zřídit infekční pavilon, tento byl postaven za hlavní budovou v roce 1891 a v následujících letech nabyl areál nemocnice statut Všeobecné veřejné nemocnice (1. února 1892). První lékař s lékařským diplomem přišel do nemocnice v roce 1892. Berounská lékárna pracuje od roku 1912 a poradna pro matky od roku 1913.
Do roku 1922 zde působil jako primář dr. Ludwig Brüll. Od roku 1923 je šéfem nemocnice chirurg dr. Ludwig Schenk. Pod jeho vedením dochází k rozsáhlé přestavbě a rozšíření nemocnice a to zejména 1934 - 1935. V této době má nemocnice 82 lůžek, v nouzové situaci pojme až 110 pacientů. O příkladném zájmu tehdejších představitelů města o nemocnici svědčí zápisy v pamětní knize sepsané kronikářem a starostou Johanem Theimerem. Dochovalo se též svědectví o jednáních městského zastupitelstva v letech nejintenzivnější výstavby v meziválečném období. Z těchto zápisů starost o osud ústavu zřetelně vystupuje do popředí, až se chce v současné době člověku závidět (pozn. autora). Dr. Schenk byl dobrým odborníkem, schopným organizátorem, ale bohužel žel přesvědčeným nacistou. Jeho brutální chování k polským dělníkům, kteří zde museli pracovat během války, bylo příčinou jeho násilné smrti v roce 1945.
První český lékař – MUDr. Mačák ze Zlína – nastoupil do nemocnice v srpnu 1946. V práci mu pomáhala jeho žena, rovněž lékařka. Moravskoslezský zemský národní výbor v Brně poskytl finanční subvence ze kterých byl obnoven normální chod nemocnice.
V roce 1946 vzniká Vojenský léčebný ústav pro choroby plicní, který 11 let vedl pplk. MUDr. Jaroslav Uchytil. V tomto období vzniká v Moravském Berouně zdravotní středisko, které po mnoho let úspěšně vedl praktický lékař MUDr. Vladimír Doležel.
V roce 1958 přechází zařízení zpět do státní civilní správy. Po generální opravě budovy bývalého ONV je tato přičleněna k nemocnici jako pavilon I. Vzniká tak tuberkulosní sanatorium o kapacitě 184 lůžek. Vedením ústavu byl pověřen MUDr. Oldřich Míšař a od roku 1959 prim. MUDr. Karel Prnka. Organizačně byl ústav podřízen bývalému KNV v Olomouci a po té patřil k OÚNZ Bruntál se sídlem v Krnově. V důsledku úspěšného boje proti TBC bylo možné 1.5.1966 reprofilizovat ústav na tzv. Interní léčebnu II. V roce 1968 vzniklo v pavilonu II neurologické oddělení, jehož přednostou se stal prim. MUDr. Josef Burian.
1. ledna 1975 byla léčebna přičleněna k Fakultní nemocnici v Olomouci s rozdělením lůžek na 113 geriatrických a 39 rehabilitačních.
Nastává rychlejší rozvoj léčebny jak po stránce odborné, tak i hospodářské. Z hlediska odborného ústav získal zejména ve spolupráci s konziliárními lékaři, kteří začali do léčebny dojíždět a zabezpečovali specializovanou péči v oborech kardiologie, očního lékařství, urologie, rehabilitace, psychiatrie a gynekologie.
V roce 1992 po vytvoření oddělení pro léčbu nemocných s cévními nemocemi mozku (CMP), nesl ústav název Odborný léčebný ústav neurologicko - geriatrický s rozdělením lůžek na 62 neurologických a 66 ošetřovatelská péče. Ředitelem ústavu (v letech 1987–2008) a primářem odd. CMP byl prim. MUDr. Jiří Podivínský.
Od 1. ledna 2009 vznikem oddělení dlouhodobé ošetřovatelské péče, bylo z ošetřovatelských lůžek vyčleněno 10 lůžek dlouhodobě intenzivní ošetřovatelské péče (DIOP). Činnost těchto lůžek byla na jaře 2014 ukončena. Ústav byl dále provozován jako léčebna následné péče.
Od 1. ledna 2015 došlo ke sloučení organizací OLÚ Paseka a OLÚNG Moravský Beroun.